# ŽKK RMU Banovići
Le ŽKK RMU Banovići est un club professionnel de basket-ball féminin basé à Banovići, en Bosnie-Herzégovine. Fondé en 1974, il a été officiellement réenregistré en 1996. L'équipe évolue dans le Championnat féminin de Bosnie-Herzégovine, la plus haute division du basket-ball féminin dans le pays. Le ŽKK RMU Banovići dispute ses rencontres à domicile au Centre sportif et culturel de Banovići (SKC), une salle omnisports locale qui accueille le club lors des compétitions nationales et régionales.
Le club a connu un succès considérable ces dernières années, s'imposant comme l'une des meilleures équipes féminines de basket-ball du pays. Parmi ses principaux titres figurent trois championnats de Bosnie-Herzégovine et deux Coupes nationales. Un moment historique a marqué la saison 2017-2018, lorsque l'équipe est restée invaincue tout au long de la saison, remportant à la fois le championnat national et la Coupe de Bosnie-Herzégovine. Cet exploit lui a valu la distinction de Club sportif de l'année en Bosnie-Herzégovine en 2018.
Le ŽKK RMU Banovići a également pris part à la Ligue adriatique féminine (WABA), où il a affronté certaines des meilleures équipes de la région, notamment des clubs de Serbie, du Monténégro, de Slovénie et de Croatie. Le club a atteint la Superligue de la WABA lors de la saison 2021-2022, et a plus récemment participé à la première édition de la Ligue 2 de la WABA au cours de la saison 2024-2025.
Depuis 2022, le club bénéficie du parrainage de Meridianbet, devenu partenaire officiel du ŽKK RMU Banovići.

## Palmarès
Championnat de Bosnie-Herzégovine
- champion (3): 2017-18, 2018-19, 2019-20
- finaliste (1): 2015-16

Coupe de Bosnie-Herzégovine
- champion (2): 2018, 2020
- finaliste (1): 2023

## Classement de la saison
| - 2005-2006 : 5e - 2006-2007 : 7e - 2007-2008 : 7e - 2008-2009 : 8e | - 2009-2010 : 7e - 2010-2011 : 8e - 2011-2012 : 8e - 2012-2013 : 9e | - 2013-2014 : 10e - 2014-2015 : 9e - 2015-2016 : Finaliste - 2016-2017 : ? | - 2017-2018 : Champion - 2018-2019 : Champion - 2019-2020 : Champion - 2020-2021 : ? | - 2021-2022 : 3e - 2022-2023 : ? - 2023-2024 : 7e - 2024-2025 : 6e |

## Joueuses célèbres ou marquants
| - MerjemA Bučuk - Marica Gajić - Ajla Ikanović - Dženita Ikanović - Elma Mujezinović - Melika Mujkić - Danira Musić - Maida Rahmanović-Lačić - Leona Simić | - Irena Vrančić - Dragana Zubac - Nikolina Zubac - Iolanda Cossa - Milena Vujačić - Andželika Mitrašinoviḱ - Milica Dragičević - Latinka Dušanić - Žaklina Janković | - Jelena Jozić - Ivana Marković - Čarna Prokić - Marina Ristić - Maja Šćekić - Eden Billups-Campbell - Destiny Bohanon - Quin Byrd - Aaliyah Dunham | - Alexxus Gilbert - Caitlin Jenkins - Hailey Jordan - Halie Matthews - Antoinette Thompson - Nadia Thorman-McKey - Brianna Wilson - Taylor Jones |